# محمود فرشچیان
محمود فرشچیان (۴ بهمن ۱۳۰۸ – ۱۸ مرداد ۱۴۰۴) نقاش و نگارگر ایرانی بود. او برای ساخت آثار با مضامین شیعی شهرت دارد. برخی از آثار او توسط وزیران امور خارجهٔ ایران (کمال خرازی و محمدجواد ظریف) به عنوان هدیه به سفرا و وزرای کشورهای خارجی اهدا شده است. آثار او در بسیاری از شهرهای جهان مانند پاریس، نیویورک، شیکاگو و توکیو به نمایش گذاشته شده است. در سال ۱۳۹۳، نشان افتخار جهادگر عرصه فرهنگ و هنر به وی اهدا شد.

## زندگی
محمود فرشچیان در ۴ بهمنِ ۱۳۰۸ در اصفهان زاده شد. پدر فرشچیان که نماینده فرش اصفهان بود، او را به کارگاه نقاشی میرزا آقا امامی برد و امامی به استعداد فرشچیان در زمینه نقاشی پی برد. فرشچیان پس از آموزش نزد او و عیسی بهادری و دانش‌آموختگی از مدرسه هنرهای زیبای اصفهان، برای گذراندن دوره هنرستان هنرهای زیبا به اروپا سفر کرد و چندین سال به مطالعهٔ آثار هنرمندان غربی در موزه‌ها پرداخت. بنا بر گفته خودش، در اروپا اول کسی بود که با بسته‌ای از کتاب و قلم وارد موزه می‌شد و آخر از همه از موزه خارج می‌شد.
پس از بازگشت به ایران، فرشچیان کار خود را در اداره کل هنرهای زیبای تهران آغاز کرد و به مدیریت اداره ملی و استادی دانشکده هنرهای زیبای دانشگاه تهران برگزیده شد. فرشچیان در نیوجرسی، ایالات متحده ساکن بود و سفرهای دوره‌ای و فصلی به ایران داشت.
فرشچیان در سال ۱۳۳۴ با نیادخت قوامی ازدواج کرد و سه فرزند به نام‌های علی‌مراد، لیلا و فاطمه به دنیا آورد. علی‌مراد پزشک و لیلا روان‌شناس است. فاطمه فرزند دیگر فرشچیان در دهه ۱۳۶۰ به سازمان مجاهدین خلق ایران پیوست و سال ۱۳۶۷ به همراه همسرش ابوذر ورداسبی در عملیات فروغ جاویدان کشته شد.
از فرشچیان نقل شده که چون از امام هشتم شیعیان برای دست معیوبش شفا گرفت خادم افتخاری حرم وی شده است.
فرشچیان اسفند سال ۹۷ همزمان با ثبت ملی «هنر نگارگری مینیاتور» در فهرست میراث ناملموس، به عنوان حامل میراث فرهنگی در فهرست گنجینه‌های زنده بشری قرار گرفت.

## درگذشت
در ۱۶ مرداد ۱۴۰۴، سخنگوی شهرداری اصفهان اعلام کرد که فرشچیان در بیمارستانی در ایالات متحده بستری است و وضعیت جسمانی او «وخیم» گزارش شده است. با این حال، بهمن نامورمطلق، رئیس پیشین فرهنگستان هنر و رئیس سابق دانشگاه استاد فرشچیان، این خبر را تکذیب کرد و اظهار داشت که بر اساس گفت‌وگو با همسر فرشچیان، او به دلیل زمین‌خوردن به بیمارستان مراجعه کرده و در آنجا به ذات‌الریه مبتلا شده است. نامورمطلق همچنین از قول همسر فرشچیان افزود که او در منزل تحت مراقبت است و در وضعیت هوشیاری کامل به سر می‌برد. فرشچیان در صبح ۱۸ مرداد ۱۴۰۴ در ایالات متحده درگذشت.
پیکر محمود فرشچیان در بامداد ۲۷ مرداد وارد اصفهان شد تا در کنار آرامگاه صائب تبریزی در خیابان صائب اصفهان دفن شود.

## سبک

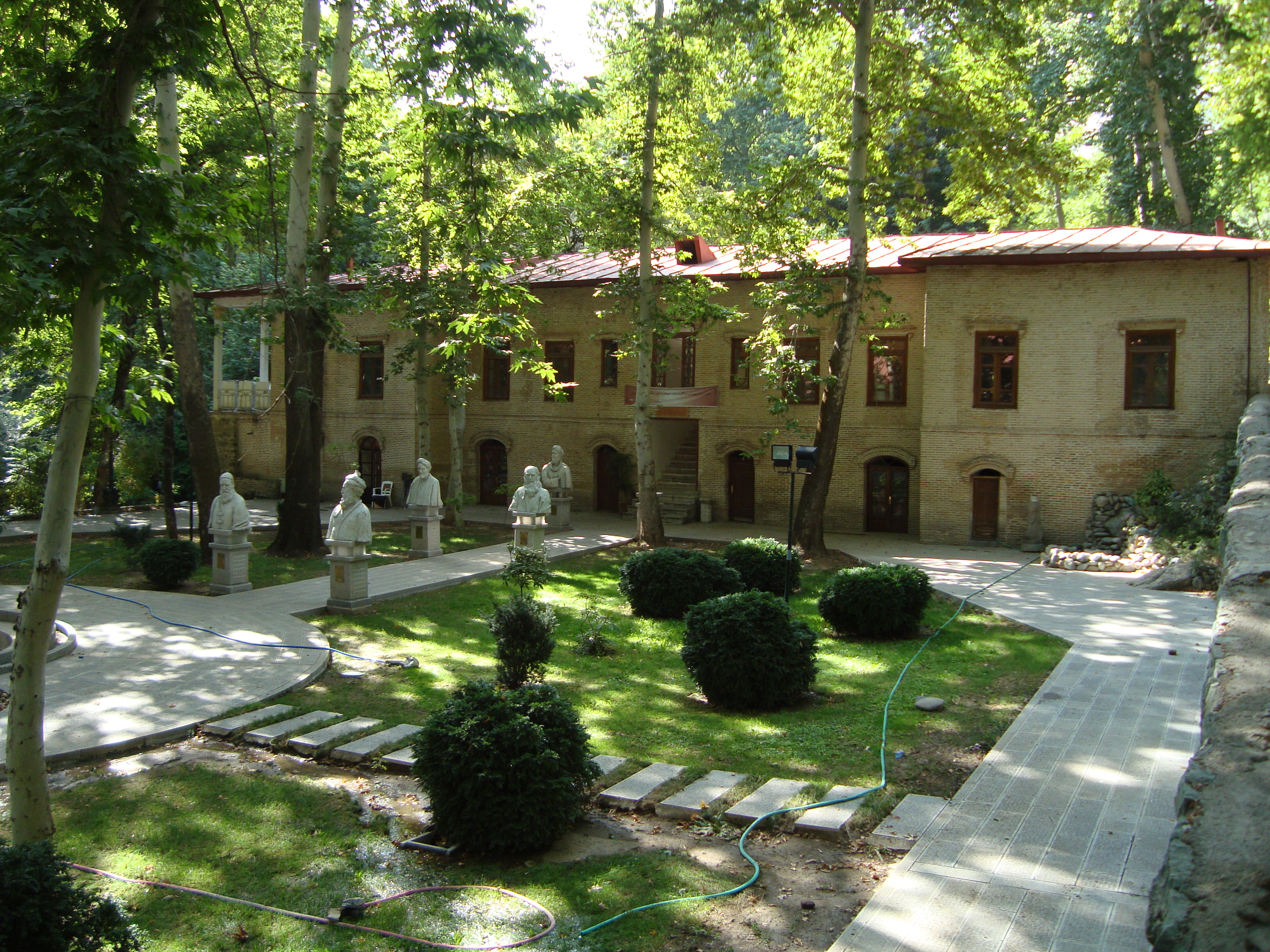
موزه استاد فرشچیان، کاخ سعدآباد، تهران

فرشچیان بنیان‌گذار مکتب خود در نقاشی ایرانی بود که پایبند به شکل کلاسیک همراه با استفاده از تکنیک‌های جدید برای توسعه دامنه نقاشی ایرانی بود. او به این شکل هنر، روح جدیدی بخشید و آن را از رابطه همزیستی تاریخ با شعر و ادبیات تغذیه کرد تا استقلالی به این هنر بدهد که پیش از آن کمتر داشت. نقاشی‌های قدرتمند و نوآورانه او پویا و گسترده و پر از جنب و جوش بودند، با تلفیقی جذاب از عناصر سنتی و مدرن، که ترکیبات سبک منحصر به فرد او در نقاشی بودند. برخی از توانایی‌های او احساس فوق‌العاده خلاقیت، نقوش متحرک، خلقت فضای‌های گرد و منحنی، خطوط نرم و قدرتمند، و خلقت رنگ‌های مواج بودند. آثار فرشچیان یک ترکیب دل‌انگیز از اصالت و نوآوری بود. آثار او از شعر کلاسیک، ادبیات فارسی، قرآن، کتاب‌های مقدس مسیحیان و یهودیان، و همچنین تخیل عمیق خود او تأثیر گرفته بود.
فرشچیان نقش مهمی در معرفی هنر ایران به صحنه بین‌المللی هنر ایفا کرده بود. او دعوت شد تا در دانشگاه‌های متعدد و مؤسسات هنری صحبت کند. شش کتاب و مقالات متعددی در مورد آثار وی منتشر شده است.
امبرتو بالدینی، استاد تاریخ هنر و رئیس دانشگاه بین‌المللی هنر فلورانس ایتالیا معتقد بود برای دریافت باطنی یا درونی کار فرشچیان دیدی ژرف‌نگر لازم است و صبری زمان‌گیر، و فرشچیان در حوزه نقاشی ایرانی یک نقطهٔ عطف و پدیده‌ای شگرف به‌شمار می‌آید.

## یادمان‌ها

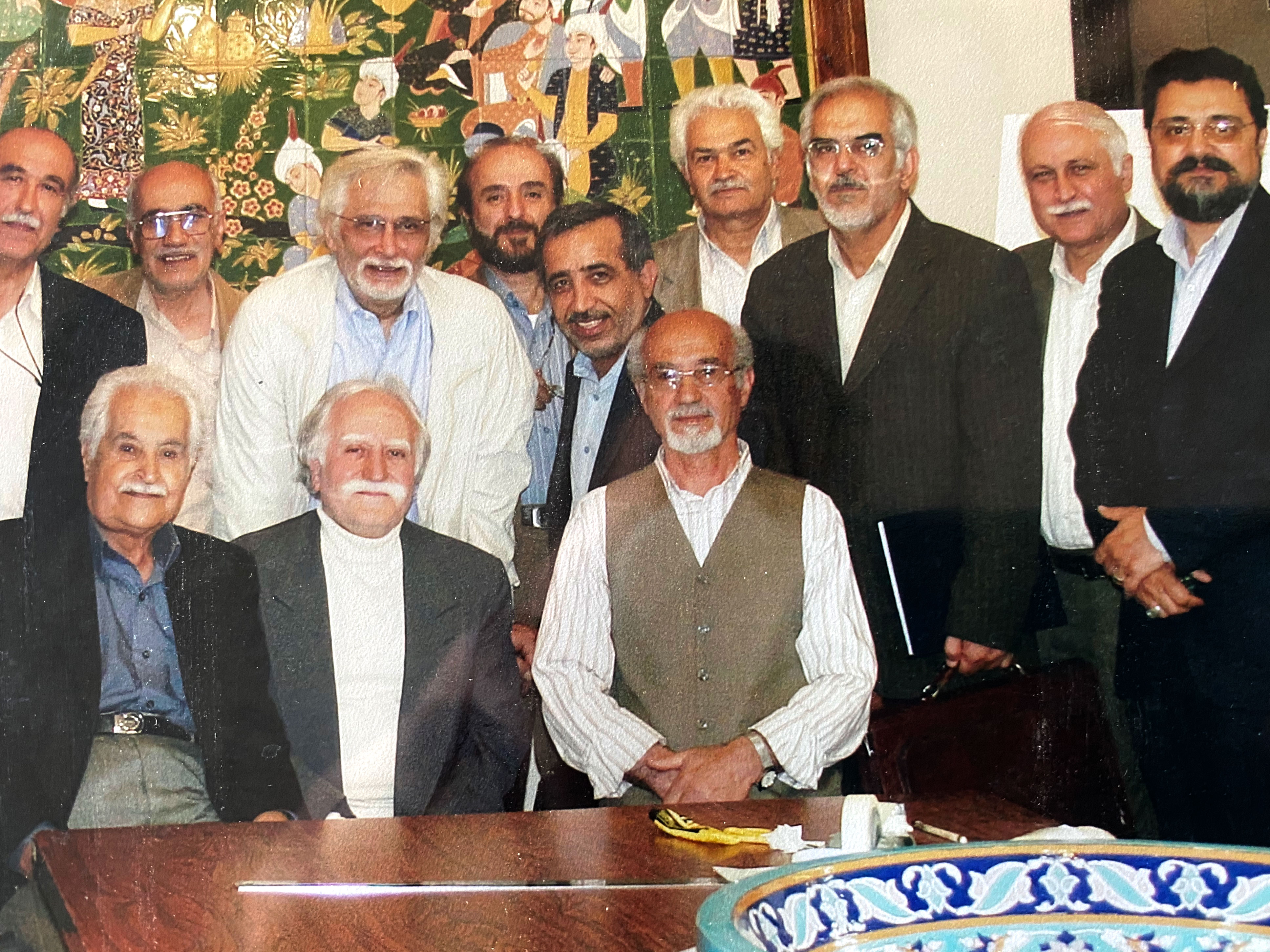
فرشچیان در دیدار با مقصود پاشایی اولین استاد درجه یک سفال ایران

موزه محمود فرشچیان که بیش از ۵۰ اثر از او را در خود جای داده است سال ۱۳۸۰ در مجموعه ۱۱۰ هکتاری کاخ سعد آباد افتتاح شد.
فیلم مستندی نیز با عنوان عشق‌پرداز به کارگردانی حمید کاویانی و با حضور عزت‌الله انتظامی، پرویز پورحسینی و با صدای زیبا بروفه در نکوداشت او ساخته شده است که در آیین رونمایی کتاب پنجم او به نمایش درآمد.
در ۳۰ مهر ۱۳۹۷ دانشگاه محمود فرشچیان با عنوان کامل «دانشگاه هنرهای اسلامی-ایرانی استاد فرشچیان» به‌عنوان زیر مجموعهٔ دانشگاه آزاد اسلامی افتتاح شد.

## برخی آثار
- تابلوی «ضامن آهو»: طرحی از شمایل علی بن موسی الرضا
- تابلوی «پنجمین روز آفرینش»: در این تابلو همهٔ مخلوقات زمینی و آسمانی به ستایش پروردگار مشغولند.
- تابلوی «ابراهیم نبی»: تابلوی ابراهیم در آتش، گلستان شدن آتش بر ابراهیم
- تابلوی «عصر عاشورا»: فرشچیان در مورد نحوه طراحی این اثر می‌گوید:

«سه سال پیش از انقلاب روز عاشورا مادرم مرا نصیحت کرد و گفت: به روضه گوش کن تا چند کلمه حرف حساب بشنوی؛ و من با ایشان گفتم: من اول در اتاقم کاری دارم بعد خواهم رفت. حال عجیبی به من دست داد. وارد اتاق شدم، قلم را برداشتم و تابلوی عصر عاشورا را شروع کردم. قلم را که برداشتم تابلویی شد که الآن هست بدون هیچ تغییری». این اثر توسط وی به موزه آستان قدس رضوی اهدا شد.
- تابلوی «شمس و مولانا»: که از یکی از اشعار مولانا الهام گرفته شده است. رنگ‌های خاصی در نقاشی استفاده شده است تا ارتباط عرفانی و معنوی که بین مولوی و شمس وجود داشته را برجسته کند.[۲۲]
- تابلوی «ستایش»: به گفته وی این تابلو برداشتی از مفهوم آیهٔ 'یسَبِّحُ لِلَّهِ مَا فِی السَّمَاوَاتِ وَمَا فِی الأرْضِ' است.
- تابلوهای آسمان چهارم و شام غریبان: که روز یکشنبه ۱۵ شهریور ۱۳۹۴ در مجموعه فرهنگی تاریخی سعدآباد رونمایی شد.[۲۳]
- تابلوی «یتیم نوازی علی»؛ با نام اصلی «پناه»، مهربانی و یتیم‌نوازی علی بن ابیطالب را سوژه اصلی کار قرار داده است.[۲۴]
- طراحی پنجمین ضریح حرم امام رضا
- طرح ضریح جدید مقبره حسین بن علی در کربلا اثر فرشچیان است که با مهارت استادان طلاکار و نقره کار ایران به اجرا درآمده و در سال ۱۳۹۱ در قم رونمایی و سپس به کشور عراق منتقل شد.
- طرح ضریح عبدالعظیم حسنی که درشهر ری دردست ساخت است.
- آخرین و پنجمین جلد از کتاب آثار محمود فرشچیان شامل تازه‌ترین آثار این هنرمند از سوی انتشارات گویا شامل ۱۵۰ اثر نگارگری و طراحی از تازه‌ترین آثار محمود فرشچیان در ۲۵۸ صفحه رنگی با کاغذ در سال ۱۳۸۷ منتشر شده است.[۲۵]
- همچنین دست خط‌های فرشچیان شامل نامه‌ها و یادداشت‌ها از ویژگی طرح‌های مینیاتوری او برخوردار است.

## منتخبی از جوایز
- ۱۳۹۳: نشان افتخار جهادگر عرصه فرهنگ و هنر
- ۱۳۸۵: برگزیدگان چهاردهمین جشنواره رادیو و تلویزیون استان اصفهان[۲۶]
- ۱۳۸۰: چهره ماندگار
- ۱۳۷۹: انضمام نام هنرمند در فهرست روشنفکران قرن بیست و یکم
- ۱۳۷۴: مدال طلای جشنواره بین‌المللی هنر، آمریکا
- ۱۳۷۲: نشان درجه یک هنر
- ۱۳۶۴: تندیس طلایی اسکار ایتالیا
- ۱۳۶۳: نشان هنر نخل طلایی ایتالیا
- ۱۳۶۳: تندیس طلایی اروپایی هنر، ایتالیا
- ۱۳۶۲: دیپلم آکادمیک اروپا، آکادمی اروپا، ایتالیا
- ۱۳۶۱: دیپلم لیاقت دانشگاه هنر، ایتالیا
- ۱۳۶۰: مدال طلای آکادمی هنر و کار، ایتالیا
- ۱۳۵۲: جایزهٔ اول وزارت فرهنگ و هنر، ایران
- ۱۳۳۷: مدال طلای جشنوارهٔ بین‌المللی هنر، بلژیک
- ۱۳۳۱: مدال طلای هنر نظامی، ایران